# Балаев, Мамедали Башир оглы
Балаев Мамедали Башир оглы (род. 23 марта 1939, Касаман, Басаргечарский район) — азербайджанский актер. Народный артист Азербайджана (2014), лауреат премии «Золотой Дервиш».

## Биография
Мамедали Балаев родился в 1939 году в селе Кесемен Басаркечерского района Армянской ССР. В 1950 году семья была депортирована в регион Дашкесан. В 1954 году организовал художественное объединение в Доме культуры шахтеров. Затем Мамедали Балаев окончил двухлетние режиссерские курсы Московского государственного института искусств и также факультет «Язык и литература» Педагогического института. С сентября 1961 года начал работать в Кировабадском азербайджанском государственном драматическом театре им. Джафара Джаббарлы. На сцене Гянджинского государственного драматического театра он создал множество интересных образов.
Мамедали Балаев также является автором пьес «В этом мире», «Мы не забываем вас» и «Каза». Он получил звание Заслуженного артиста Республики в октябре 2000 года и премию «Золотой Дервиш» 10 марта 2002 года. 13 февраля 2014 года был удостоен звания Народного артиста. 4 марта 1992 года награжден Почётной грамотой Верховного Совета Азербайджана. С 1994 года является председателем областного отделения Ассоциации работников театра Азербайджана.
10 мая 2022 года был удостоен персональной пенсии Президента Азербайджанской Республики за заслуги в развитии культуры Азербайджана.

## Фильмография
«Haray» (фильм, 1993) — роль: Забит
«Acılar bitməz» (фильм, 2009) — роль: отец Орхана
«Последняя глава» (телесериал, 2013)
«Sevdiyim yar» — роль: старейшина из Карабаха
«Шейх Бахеддин» — роль: Шейх Бахеддин
«Döngələr» — роль: учитель Садыг
«Azərbaycan toyu» — роль: предводитель мужчин
«Последний виток» — роль: Грузин
«Günbatan nüyus» (иранский фильм) — роль: поэт
«Çölçülər» — роль: представитель